# 서삼석
서삼석(徐參錫, 1959년 8월 3일 ~ )은 대한민국의 정치인이며, 제20·21·22대 국회의원이다. 제42·43·44대 전라남도 무안군수(2002~2011, 민선 3·4·5기)를 지냈다.

## 학력
- 1971 현경국민학교 졸업
- 1974 무안현경중학교 졸업
- 1979 조선대학교부속고등학교 졸업
- 1988 조선대학교 행정학 학사
- 2000 전남대학교 행정대학원 행정학 석사
- 2012 전남대학교 대학원 NGO학 박사

## 경력
- (주) 삼능건설 기획실 과장
- (주) 동성개발 이사
- 1988년~1992년: 제13대, 제14대 국회의원 박석무 보좌관
- 1991년~1995년: 민주당 전라남도 지부 부대변인
- 1991년~1995년: 민주당 전라남도 지부 총무부장
- 1991년~1995년: 민주당 전라남도 지부 무안군 지구당 정책위원
- 1995년: 민주당 지방자치발전협의회 무안군 제1선거구 지역회장
- 1995년 7월~1998년 6월: 제5대 전라남도의회 의원(민선 1기, 전남 무안군 제1선거구, 민주당→무소속→새정치국민회의, 초선)
  - 1995년 7월~1996년 6월: 제5대 전라남도의회 운영위원회 위원
- 1995년~2000년: 새정치국민회의 전라남도 지부 무안군 지구당 부위원장
- 1997년: 제15대 대통령 선거 새정치국민회의 김대중 대통령 후보 전라남도 지부 공동대변인
- 1998년 7월~2002년 3월: 제6대 전라남도의회 의원(전남 무안군 제1선거구, 새정치국민회의→새천년민주당, 재선)
  - 1998년 7월~2000년 6월: 제6대 전라남도의회 전반기 기획재정위원회 위원장
  - 2001년 7월~2002년 3월: 제6대 전라남도의회 후반기 예산결산특별위원회 위원장
  - 2001년 7월~2002년 3월: 제6대 전라남도의회 후반기 농림수산위원회 위원
- 전라남도 체육회 이사
- 무안군 장애인협회 후원회장
- 2000년~2003년: 새천년민주당 전라남도 지부 무안군·신안군 지구당 부위원장
- 2002년 7월~2006년 6월: 제42대 전라남도 무안군수(민선 3기, 새천년민주당→무소속→열린우리당, 초선)
- 2006년 7월~2010년 6월: 제43대 전라남도 무안군수(민선 4기, 열린우리당→대통합민주신당→통합민주당→민주당, 재선)
- 2010년 7월~2011년 12월: 제44대 전라남도 무안군수(민선 5기, 민주당, 3선)
- 2010년~2011년: 미래한국해양수산선진화포럼 사무총장
- 2012년 2월~2012년 3월: 대한민국 제19대 국회의원 선거 전남 무안군·신안군 민주통합당 국회의원 예비후보
- 2012년 9월~2012년 12월: 제18대 대통령 선거 민주통합당 문재인 대통령 후보 인재영입위원회 부위원장
- 2013년~2016년: 조선대학교 정책대학원 초빙객원교수
- 2015년~: 국민생활체육전국걷기연합회 고문
- 2015년~: 한국대학배구연맹 부회장
- 2016년 9월~2017년 5월: 더불어민주당 정책위원회 부의장
- 2016년 9월~: 더불어민주당 전라남도당 영암군·무안군·신안군 지역위원회 위원장
- 2017년 4월~2017년 5월: 제19대 대통령 선거 더불어민주당 문재인 대통령 후보 전라남도당 공동선거대책위원회 위원장
- 2018년 1월~2020년 9월: 더불어민주당 해양수산특별위원회 위원장
- 2018년 6월 13일: 2018년 재보궐선거 당선(전남 영암군·무안군·신안군, 더불어민주당, 초선)
- 2018년 8월~2020년 8월: 더불어민주당 전라남도당 위원장
- 2018년 8월~: 더불어민주당 당무위원
- 2019년 5월~2020년 5월: 더불어민주당 원내부대표
- 2020년 4월 15일: 대한민국 제21대 국회의원 선거 당선(전남 영암군·무안군·신안군, 더불어민주당, 재선)
- 2021년 5월~2021년 11월: 더불어민주당 제1사무부총장
- 2021년 6월~2021년 10월: 더불어민주당 제20대 대통령 선거 경선기획단 운영분과장
- 2024년 4월 10일: 대한민국 제22대 국회의원 선거 당선(전남 영암군·무안군·신안군, 더불어민주당, 3선)
- 2025년 8월~: 더불어민주당 최고위원
- 2025년 8월~: 더불어민주당 호남발전특별위원회 위원장

### 의정 활동
- 2018년 6월 14일~2020년 5월 29일: 제20대 국회의원(전남 영암군·무안군·신안군, 더불어민주당, 초선)
  - 2018년 7월~2020년 5월: 제20대 국회 후반기 농림축산식품해양수산위원회 위원
  - 2018년 7월~2019년 5월: 제20대 국회 후반기 예산결산특별위원회 위원
  - 2019년 5월~2020년 5월: 제20대 국회 후반기 운영위원회 위원
  - 2019년 7월~2020년 5월: 제20대 국회 후반기 예산결산특별위원회 위원
- 2020년 5월 30일~2024년 5월 29일: 제21대 국회의원(전남 영암군·무안군·신안군, 더불어민주당, 재선)
  - 2020년 6월~2021년 6월: 제21대 국회 전반기 농림축산식품해양수산위원회 간사
  - 2021년 6월~2022년 5월: 제21대 국회 전반기 농림축산식품해양수산위원회 위원
  - 2022년 7월~2024년 5월: 제21대 국회 후반기 농림축산식품해양수산위원회 위원
  - 2023년 2월~2023년 6월: 제21대 국회 기후위기 특별위원회 위원장
  - 2023년 6월~2024년 5월: 제21대 국회 후반기 예산결산특별위원회 위원장
  - 2023년 6월~2023년 9월: 제21대 국회 기후위기 특별위원회 위원
- 2024년 5월 30일~: 제22대 국회의원(전남 영암군·무안군·신안군, 더불어민주당, 3선)
  - 2024년 6월~: 제22대 국회 전반기 농림축산식품해양수산위원회 위원

## 역대 선거 결과
|  | 53.88% |

|  | 0% |

|  | 85.04% |

|  | 58.11% |

|  | 53.85% |

|  | 38.49% |

|  | 67.96% |

|  | 76.96% |

|  | 69.17% |

## 소속 정당
| 소속 정당 | 소속 정당      | 소속 기간 | 비고      |
| --------- | -------------- | --------- | --------- |
|           | 평화민주당     | 1988~1991 | 정계 입문 |
|           | 신민주연합당   | 1991      | 당명 변경 |
|           | 민주당         | 1991~1995 | 합당      |
|           | 무소속         | 1995      | 탈당      |
|           | 새정치국민회의 | 1995~2000 | 창당      |
|           | 새천년민주당   | 2000~2003 | 합당      |
|           | 무소속         | 2003      | 탈당      |
|           | 열린우리당     | 2003~2007 | 창당      |
|           | 대통합민주신당 | 2007~2008 | 합당      |
|           | 통합민주당     | 2008      | 합당      |
|           | 민주당         | 2008~2011 | 당명 변경 |
|           | 민주통합당     | 2011~2013 | 합당      |
|           | 민주당         | 2013~2014 | 당명 변경 |
|           | 새정치민주연합 | 2014~2015 | 합당      |
|           | 더불어민주당   | 2015~현재 | 당명 변경 |

## 같이 보기
- 무안군의 국회의원
- 신안군의 국회의원
- 영암군·무안군·신안군
- 영암군의 국회의원
- 무안군수